# Películas de Las crónicas de Narnia
Las Crónicas de Narnia es una serie de películas de fantasía de Walden Media, coproduciendo las dos primeras películas junto a Walt Disney Pictures, y la tercera entrega junto a 20th Century Fox, basada en la serie de novelas homónima escrita por C.S. Lewis. Al año 2024 consta de tres películas de una heptalogía planeada: The Lion, the Witch and the Wardrobe (2005), El príncipe Caspian (2008) y La Travesía del Viajero del Alba (2010).
La serie gira en torno a las aventuras de niños en el mundo ficticio de Narnia, guiados por Aslan, un león parlante y el verdadero rey de Narnia. La mayoría de los niños destacados fueron los hermanos Pevensie y la antagonista destacada fue la Bruja Blanca. Si bien las películas siguen la trama de la novela tradicional y temas cristianos, también se añadió la mitología griega y los cuentos de hadas británicos.
Las dos primeras películas fueron dirigidas por Andrew Adamson, producidas por Mark Johnson, y distribuidas por Walt Disney Pictures. La tercera película es la primera de las crónicas que se estrenó en 3D digital. Fue dirigida por Michael Apted y distribuida por 20th Century Fox.
La serie fue considerada una de las franquicias de cine más grande de todo el mundo debido al legado de las novelas. Pero mientras la primera película fue considerada la 35.ª película más taquillera de todos los tiempos, la segunda película no alcanzó las expectativas, haciendo que Disney renuncie a su participación en la saga. Ahí fue cuando 20th Century Fox tomó su lugar como proveedor de fondos y distribuidor. Las dos primeras películas de la serie recaudaron más de mil millones de dólares a nivel mundial. La franquicia de Las Crónicas de Narnia ha recaudado más de 1.500 millones de dólares, haciéndola la 17.ª saga de películas más taquillera de todos los tiempos.

## Promoción
C.S. Lewis nunca vendió los derechos cinematográficos de la serie de Narnia, y había susceptibilidad ante cualquier adaptación cinematográfica, ya que se dudaba de la capacidad de hacer creíbles y realistas los elementos más fantásticos y los personajes de la historia. Recién después de ver una demostración de los animales en CGI, Douglas Gresham (hijastro de Lewis, su albacea literario y coproductor de las películas) dio su aprobación para las adaptaciones cinematográficas.

## Películas

### El León, la Bruja y el Armario
Las crónicas de Narnia: El león, la bruja y el armario" fue dirigida por el neozelandés Andrew Adamson y fue rodada principalmente en Nueva Zelanda, aunque su situación se desarrolló también en Polonia, República Checa e Inglaterra.
La historia sigue a cuatro niños británicos que son evacuados durante un bombardeo al campo, y encuentran un ropero que lleva al mundo fantástico de Narnia; allí, deben aliarse con el león Aslan contra las fuerzas de la Bruja Blanca, que tiene el mundo bajo un invierno eterno.
La película se estrenó en los cines el 7 de diciembre de 2005. A partir de abril de 2006, la película recaudó más 700 millones de dólares en todo el mundo, por lo que es la 35.ª película más taquillera de todos los tiempos.
El DVD fue lanzado el 3 de abril de 2006 en el Reino Unido, y al día siguiente en América del Norte y Europa.

### El príncipe Caspian
El príncipe Caspian fue la segunda adaptación de Las Crónicas de Narnia. Participó el mismo equipo de producción de El león, la bruja y el ropero, pero hubo miembros del reparto también que se unieron al nuevo equipo de Narnia, como Ben Barnes, Peter Dinklage y Eddie Izzard. Junto a Sergio Castellitto y Klára Issova como los nuevos villanos de la trama, también Contó con las participaciones especiales de Liam Neeson y Tilda Swinton quienes hicieron una pequeña aparición (Cameo) de pocos segundos antes de que finalizara la película.
La historia sigue a cuatro niños británicos que regresando a Narnia, descubren que más de 1.300 años han pasado y la tierra ha sido invadida por los telmarinos. Los cuatro niños Pevensie (William Moseley, Anna Popplewell, Skandar Keynes y Georgie Henley) vuelven con la ayuda del Príncipe Caspian (Ben Barnes) en su lucha por el trono contra su tío corrupto, el Rey Miraz (Sergio Castellitto) y poder salvar a Narnia de la maldición de Hag la Bruja (Klára Issova).
La película fue estrenada en cines a partir del 16 de mayo de 2008. Esta película fue la última en ser distribuida por Walt Disney Pictures.

### La travesía del Viajero del Alba
La travesía del Viajero del Alba, basada en el libro homónimo fue la tercera película oficial en la serie, dirigida por Michael Apted.
La historia sigue a tres niños ( Skandar Keynes, Georgie Henley, y Will Ploulter) Edmund y Lucy Pevensie cuando regresan a Narnia con su primo Eustace. Se unen con el nuevo rey de Narnia, Caspian X, en su búsqueda para rescatar a lores señores perdidos para salvar a Narnia de un mal corrupto que es La Bruja Blanca que se encuentra en una isla oscura. a La película regresan Tilda Swinton y Liam Neeson.
La producción quedó en suspenso cuando Disney decidió no producir la película después de una disputa presupuestaria con Walden Media, que luego negoció con 20th Century Fox para reemplazarlos. Fox se unió oficialmente a Walden Media el 28 de enero de 2009, y tiempo después se anunció la fecha de estreno de la película para el 10 de diciembre de 2010. El 23 de marzo de 2011, oficialmente se conoció que la película sería estrenada en Digital 3D en cines selectos, junto con su versión 2D también disponible.

## Futuro
Como hay siete libros de Las Crónicas de Narnia, cada libro podría convertirse en una película cinematográfica. La producción de las probables películas depende de la rentabilidad de las películas anteriores. Después de la trilogía Pevensie viene La silla de plata, El caballo y el muchacho, El sobrino del mago y La última batalla, en orden de publicación.
Poco antes su muerte, en febrero de 2011, Perry Moore dijo a su familia que había obtenido financiación para una película basada en El sobrino del mago, la cual relata la creación de Narnia. Muchos críticos aseguraron que la franquicia no regresaría a la gloria con la tercera película, pero sí fue muy bien recibida por el público general.
Se especuló acerca de que La silla de plata iba a ser el siguiente libro en ser adaptado, ya que este era el que correspondía al orden de publicación. Hasta que el 27 de febrero de 2011 se comunicó que El sobrino del mago sería el siguiente libro en ser adaptado, a pesar de ser el sexto libro en orden de publicación (orden que se usó para hacer las primeras tres películas). Sin embargo, el 1 de octubre de 2013, C.S. Lewis Company anunció que ha firmado un acuerdo con The Mark Gordon Company para desarrollar y producir La silla de plata. El 5 de diciembre de 2013, se confirmó que David Magee escribirá el guion, el cual fue completado en junio de 2015.
Aunque los productores de La silla de plata se refieren a esta como un “reboot” de la serie, en realidad se refieren al hecho de que este proyecto tiene un nuevo equipo creativo, no relacionado con los que trabajaron en las tres películas anteriores. La película es aún considerada como una secuela de la adaptación de La travesía del Viajero del Alba. El 9 de agosto de 2016, se anunció que Sony Pictures y Entertainment One financiarán y distribuirán la cuarta película junto a The Mark Gordon Company y C.S. Lewis Company.

## Elenco principal

### Niños
- William Moseley como Peter Pevensie, el hermano mayor y Sumo monarca de Narnia.
- Anna Popplewell como Susan Pevensie, la hermana mayor y Reina de Narnia.
- Skandar Keynes como Edmund Pevensie, el hermano menor y Rey de Narnia.
- Georgie Henley como Lucy Pevensie, la hermana menor y Reina de Narnia.

### Narnianos
- Ben Barnes como el Príncipe Caspian, telmarino que se convierte en rey de Narnia tras derrocar a su malvado tío: Miraz.
- Liam Neeson en la voz de Aslan, el león magnífico y poderoso que ayuda a gobernar Narnia, su propia creación. Él es el único personaje que aparece en todos los libros.
- Tilda Swinton como Jadis, la Bruja Blanca, la exreina de Charn y una bruja que gobernó Narnia después de los sucesos de El sobrino del mago y durante los acontecimientos de The Lion, the Witch and the Wardrobe.
- Klará Issova como Hag la bruja que intentó devolver a Jadis a la vida por medio de su espada de hielo que ahora hag utilizaba.
- Eddie Izzard y Simon Pegg en la voz de Reepicheep, el ratón noble y valiente que lucha por Aslan y la libertad de Narnia.
- Peter Dinklage como Trumpkin, el enano que valientemente ayuda a los Pevensie en El Príncipe Caspian, haciéndose amigo de Lucy.
- James McAvoy como el Sr. Tumnus, el fauno de pezuña hendida, que se hace amigo de Lucy y sus hermanos en The Lion, the Witch and the Wardrobe.
- Regina Spektor fue la encargada de interpretar la canción final en la saga.

## Película
| Personaje              | Películas                           | Películas                  | Películas                               |
| Personaje              | El León la Bruja y el Ropero (2005) | El Principe Caspian (2008) | La travesía del viajero del Alba (2010) |
| ---------------------- | ----------------------------------- | -------------------------- | --------------------------------------- |
| Lucy Pevensie          | Georgie Henley                      | Georgie Henley             | Georgie Henley                          |
| Edmund Pevensie        | Skandar Keynes                      | Skandar Keynes             | Skandar Keynes                          |
| Peter Pevensie         | William Moseley                     | William Moseley            | William Moseley                         |
| Susan Pevensie         | Anna Popplewell                     | Anna Popplewell            | Anna Popplewell                         |
| Aslan                  | Liam Neeson (voz)                   | Liam Neeson (voz)          | Liam Neeson (voz)                       |
| Jadis, la Bruja Blanca | Tilda Swinton                       | Tilda Swinton              | Tilda Swinton                           |
| Sr. Tumnus             | James McAvoy                        |                            |                                         |
| Sr.Castor              | Ray Winstone (voz)                  |                            |                                         |
| Sra.Castor             | Dawn French (voz)                   |                            |                                         |
| Digory Kirke           | Jim Broadbent                       |                            |                                         |
| Ginarrbrik             | Kiran Shah                          |                            |                                         |
| Papa Noel              | James Cosmo                         |                            |                                         |
| Oreius                 | Patrick Kake                        |                            |                                         |
| Maugrim                | Michael Madsen (voz)                |                            |                                         |
| General Otmin          | Shane Rangi                         |                            |                                         |
| Rey Caspian            |                                     | Ben Barnes                 | Ben Barnes                              |
| Reepicheep             |                                     | Eddie Izzard (voz)         | Simon Pegg (voz)                        |
| Trumpkin               |                                     | Peter Dinklage             |                                         |
| Hag, la Bruja          | Klara Issova                        |                            |                                         |
| Trufflehunter          | Ken Stott (voz)                     |                            |                                         |
| Glenstorm              |                                     | Cornell S John             |                                         |
| Bulgy Bear             |                                     | David Walliams (voz)       |                                         |
| Nikabrik               |                                     | Warwick Davis              |                                         |
| Miraz                  |                                     | Sergio Castellitto         |                                         |
| Doctor Cornelius       |                                     | Vincent Grass              |                                         |
| Glozelle               |                                     | Pierfrancesco Favino       |                                         |
| Prunaprismia           |                                     | Alicia Borrachero          |                                         |
| Sopespian              |                                     | Damián Alcázar             |                                         |
| Scythley               |                                     | Simón Andreu               |                                         |
| Donnon                 |                                     | Predrag Bjelac             |                                         |
| Eustace Scrubb         |                                     |                            | Will Poulter                            |
| Tavros                 |                                     |                            | Shane Rangi                             |
| Jemain                 |                                     |                            | Tamati                                  |
| Caprius                |                                     |                            | Ryan Ettridge                           |
| Randy                  |                                     |                            | Morgan Evans                            |
| Nausus                 |                                     |                            | Steven Rooke                            |
| Drinian                |                                     |                            | Gary Sweet                              |
| Lilliandil             |                                     |                            | Laura Brent                             |

## Recepción

### Taquilla
| Película                                                       | Fecha de lanzamiento    | Director       | Distribuidor         | Ingresos en taquilla | Ingresos en taquilla | Ingresos en taquilla | Película más taquillera número | Película más taquillera número | Película más taquillera número | Presupuesto  |
| Película                                                       | Fecha de lanzamiento    | Director       | Distribuidor         | Norteamérica         | Internacional        | Todo el mundo        | Anualmente                     | Localmente                     | Mundialmente                   | Presupuesto  |
| -------------------------------------------------------------- | ----------------------- | -------------- | -------------------- | -------------------- | -------------------- | -------------------- | ------------------------------ | ------------------------------ | ------------------------------ | ------------ |
| The Chronicles of Narnia: The Lion, the Witch and the Wardrobe | 9 de diciembre de 2005  | Andrew Adamson | Walt Disney Pictures | $291,710,957         | $453,302,158         | $745,013,115         | #3                             | #81                            | #38                            | $180,000,000 |
| Las Crónicas de Narnia: El Príncipe Caspian                    | 16 de mayo de 2008      | Andrew Adamson | Walt Disney Pictures | $141,621,490         | $278,044,078         | $419,665,568         | #10                            | #368                           | #120                           | $225,000,000 |
| Las Crónicas de Narnia: La Travesía del Viajero del Alba       | 10 de diciembre de 2010 | Michael Apted  | 20th Century Fox     | $104,386,950         | $311,299,267         | $415,686,217         | #12                            | #627                           | #128                           | $155,000,000 |
| Total                                                          | Total                   | Total          | Total                | $537 719 397         | $1 042 645 503       | $1 580 364 900       | -                              | #44                            | #30                            | $560 000 000 |

Véase también: Lista de las películas más taquilleras

### Críticas
| Película                             | Rotten Tomatoes   | Rotten Tomatoes  | Rotten Tomatoes        | Metacritic      | Metacritic      | Yahoo! Películas | CinemaScore | IMDb                | FilmAffinity       |
| Película                             | General           | Importantes      | Audiencia              | Críticos        | Audiencia       | Yahoo! Películas | CinemaScore | IMDb                | FilmAffinity       |
| ------------------------------------ | ----------------- | ---------------- | ---------------------- | --------------- | --------------- | ---------------- | ----------- | ------------------- | ------------------ |
| The Lion, the Witch and the Wardrobe | 75% (218 reseñas) | 77% (57 reseñas) | 61% (34 104 784 votos) | 75 (39 reseñas) | 6.0 (797 votos) | B (13 reseñas)   | A+          | 6.9 (412 000 votos) | 5.8 (56 879 votos) |
| El príncipe Caspian                  | 66% (194 reseñas) | 61% (57 reseñas) | 73% (552 695 votos)    | 62 (34 reseñas) | 6.7 (305 votos) | B- (14 reseñas)  | A-          | 6.5 (218 000 votos) | 5.6 (22 631 votos) |
| La travesía del Viajero del Alba     | 50% (167 reseñas) | 49% (49 reseñas) | 58% (157 188 votos)    | 53 (33 reseñas) | 6.1 (230 votos) | C+ (10 reseñas)  | A-          | 6.3 (161 000 votos) | 5.4 (17 307 votos) |
| Promedio                             | 64%               | 62%              | 64%                    | 63              | 6.3             | B-               | A           | 6.6                 | 5.7                |